# Port-Chicago-Katastrophe
Die Port-Chicago-Katastrophe war eine schwere Explosion, die sich am 17. Juli 1944 im Port Chicago Naval Magazine bei Concord, Kalifornien, in den Vereinigten Staaten von Amerika ereignete. Bei der Verladung von Munition auf Frachtschiffe explodierte diese und tötete 320 Matrosen und Zivilisten. 400 weitere Personen wurden verletzt. Die meisten Opfer waren Amerikaner afrikanischer Abstammung, weil die gefährliche Arbeit unter ungenügenden Sicherheitsvorkehrungen ausschließlich von Schwarzen unter den Befehlen weißer Offiziere stattfand. Seit 1992 ist der Ort der Explosion als National Memorial ausgewiesen und hat eine besondere Bedeutung für die Geschichte der Rassentrennung.

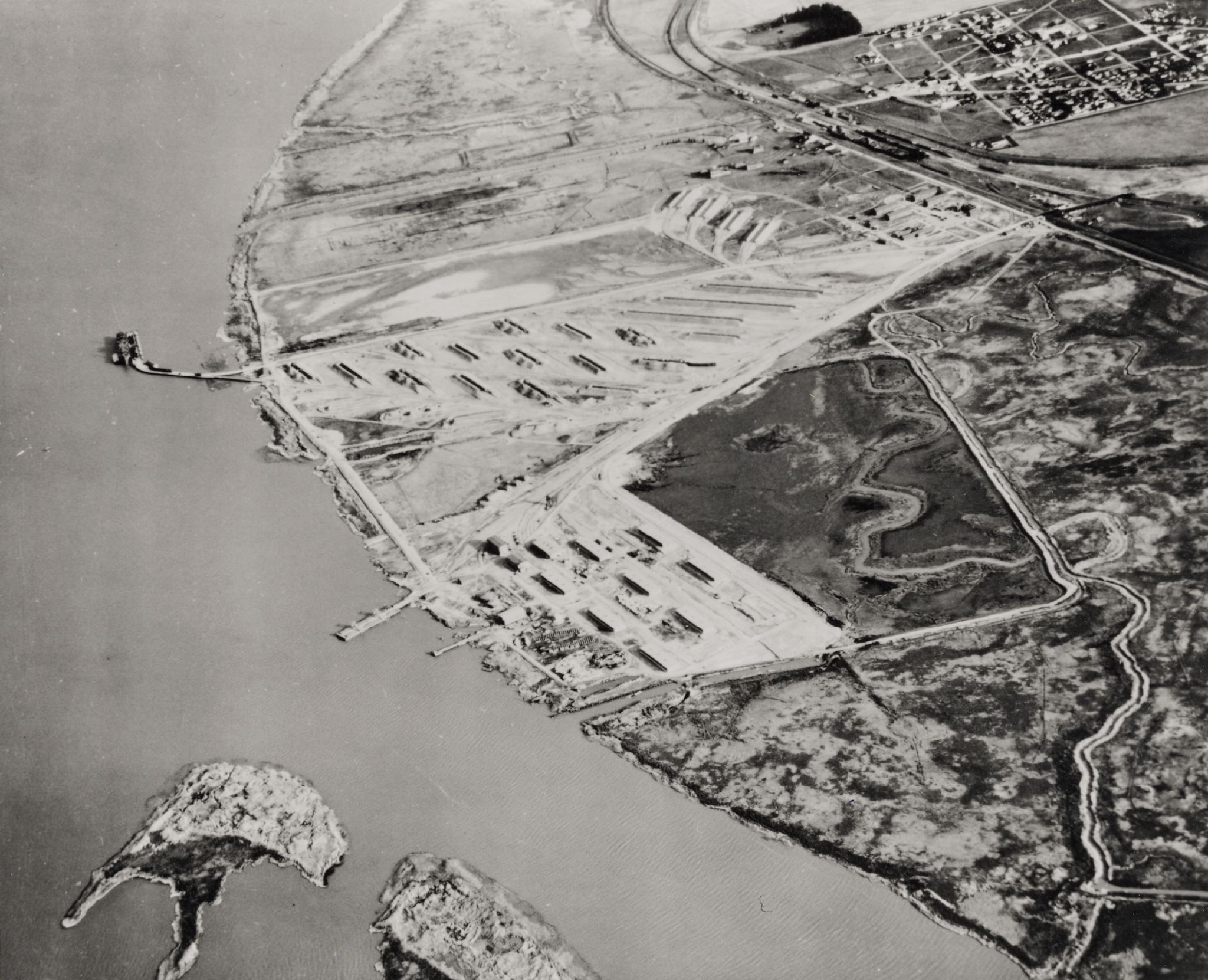
Der Hafen im Jahr vor der Explosion, im Hintergrund der Ort Port Chicago

## Hintergrund
Der Militärhafen Port Chicago lag auf der Südseite der Suisun Bay im Mündungsgebiet des Sacramento River und des San Joaquin River. Die Suisun Bay ist mit dem Pazifischen Ozean durch die San Francisco Bay verbunden. Der Hafen selbst bestand aus drei Piers, die in die von Marschland geprägte Uferzone gebaut waren. Ihm war ein etwa 1,5 km entferntes Munitionsdepot der United States Navy, das Port Chicago Naval Magazine, auf festem Boden zugeordnet. Von dort führten Eisenbahnschienen zu einer Verladezone am Hafen, wo einzelne Eisenbahnwagen hinter Explosionsschutzwänden entladen werden konnten. Hafen und Depot waren nach dem nahe gelegenen Ort Port Chicago benannt. Das Magazin war kurz nach dem Angriff auf Pearl Harbor als Außenstelle des seit 1857 auf der Nordseite der Suisun Bay bestehenden Mare Island Naval Shipyard eingerichtet worden und war eine bedeutende Nachschub-Basis der Vereinigten Staaten für den Pazifikkrieg.
Munition für die amerikanischen Truppen im Pazifik wurde hier von der Eisenbahn angeliefert und auf Schiffe umgeladen. Die Verladetätigkeiten wurden ausschließlich von Afro-Amerikanern unter dem Kommando weißer Offiziere durchgeführt. Rund 150.000 Schwarze standen im Dienst der Navy, sie durften aber nur Lager- und Hilfstätigkeiten ausführen, der Zugang zu Kampfeinheiten war ihnen verwehrt. Die Granaten, Bomben und Torpedos wurden ohne besondere Sicherheitsmaßnahmen geladen, die Offiziere veranstalteten inoffizielle Wettbewerbe zwischen ihren drei Arbeitsgruppen, welche die Verladearbeiten am schnellsten ausführen konnten.
Die Basis wurde später auf den Namen Concord Naval Weapons Station umbenannt, ging 1999 in die Zuständigkeit der United States Army über und heißt heute Military Ocean Terminal Concord. Dort werden heute Frachter und Maritime Prepositioning ships mit Waffen und Munition beladen, keine Kriegsschiffe. Der Ort Port Chicago wurde 1968 aufgelöst, um die Sicherheitszone des Depots zu erweitern.

## Die Katastrophe

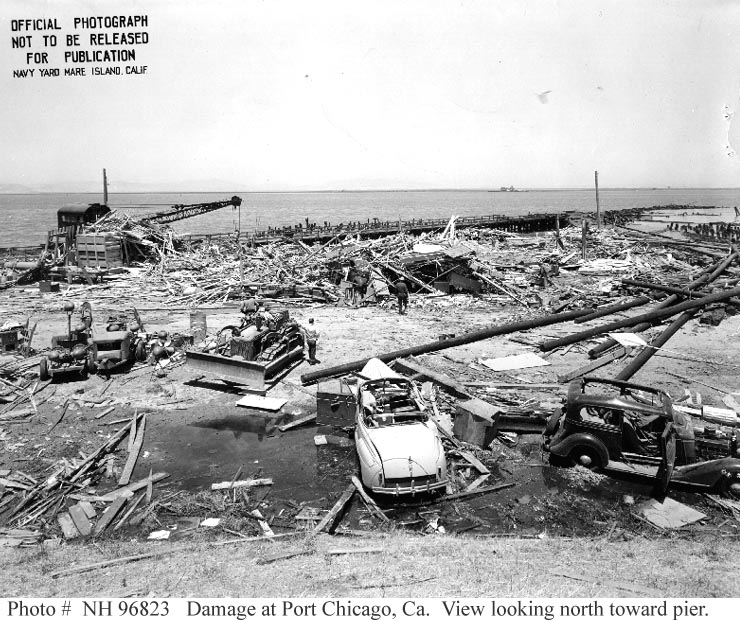
Blick auf die Zerstörungen in Port Chicago

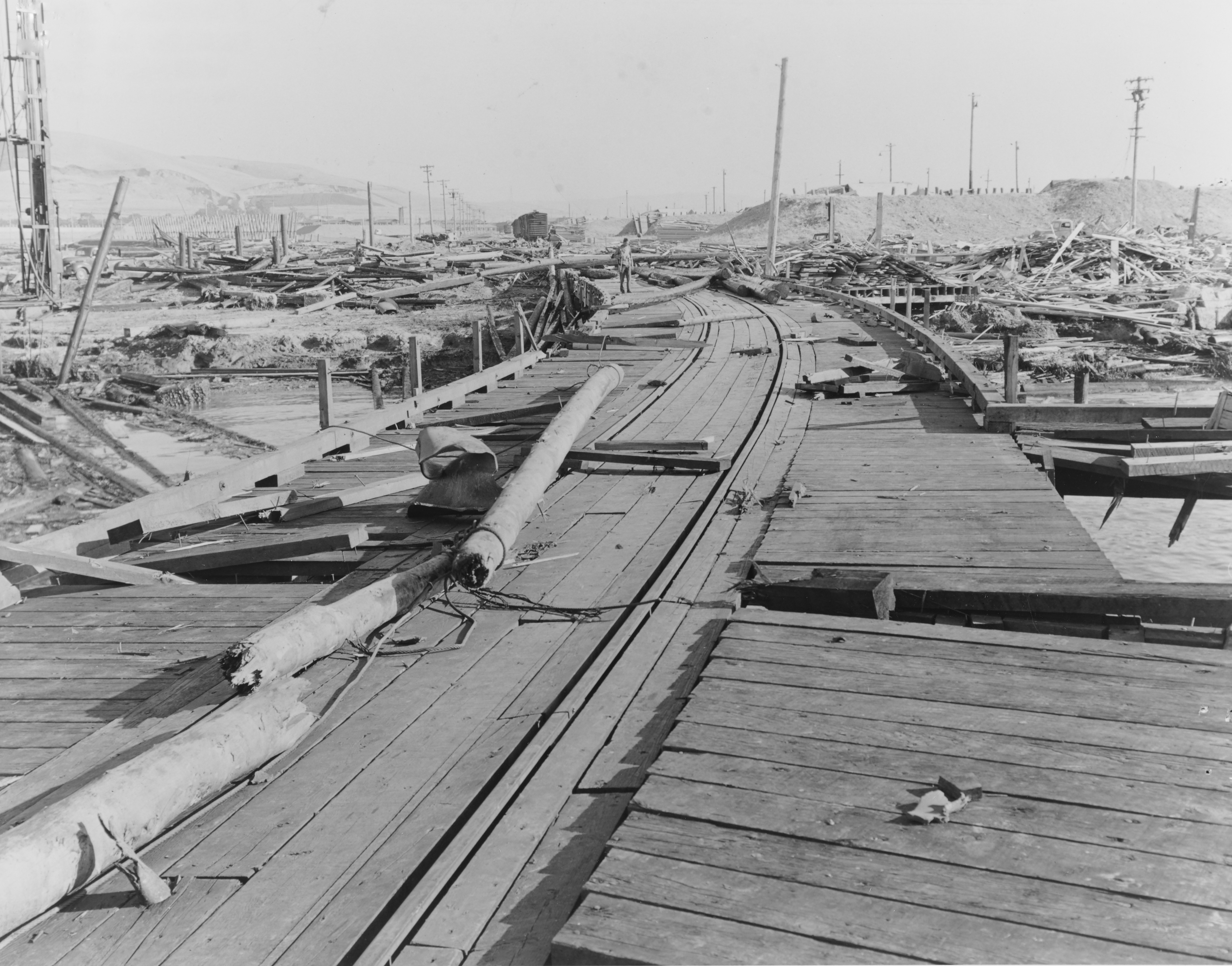
Der zerstörte Pier

Am Abend des 17. Juli 1944 lagen das Handelsschiff SS E.A. Bryan, ein Liberty-Frachter, beladen mit rund 5000 Tonnen Munition, und die noch leere Quinalt Victory, eines der neuen Victory-Schiffe, am Ladedock des Navy-Depots. Auf dem Pier standen weitere 450 Tonnen Munition in 16 Güterwagen bereit. Um 22:18 Uhr ereignete sich eine erste Explosion und löste ein Feuer aus. Sechs Sekunden später explodierte die gesamte Ladung der SS E.A. Bryan. Eine Untersuchung der US-Marine zur Unfallursache blieb aufgrund der Zerstörungen ohne konkretes Ergebnis. Es wird vermutet, dass ein Fehler bei der Verladung von Torpedos das Unglück auslöste, da das Verladen unter großem Zeitdruck geschah. Die Explosion zerstörte den Pier und große Teile der Marinebasis und der kleinen Siedlung Port Chicago, nach der die Basis benannt war. Die Explosion war so gewaltig, dass sie im gesamten Großraum San Francisco und bis im 800 Kilometer entfernten Boulder City, Nevada, wahrgenommen wurde.
320 Matrosen wurden getötet, 400 verletzt. Unter den Opfern befanden sich 202 Afro-Amerikaner. Durch umher fliegende Trümmer und geborstene Fenster wurden weitere Menschen verletzt. Die Häuser des Ortes Port Chicago wurden weitgehend zerstört, dort kam es aber zu keinem Todesfall.

## Die Port-Chicago-Meuterei
Nachdem die Feuer gelöscht waren, wurden erneut afro-amerikanische Matrosen damit beauftragt, die überall verstreut liegenden Opfer zu bergen. Nach Abschluss der Bergungsarbeiten, keinen Monat später, erhielten die Matrosen des Bergungsteams den Befehl, die Verladetätigkeit wieder aufzunehmen. Am 9. August 1944, drei Wochen nach der Katastrophe, weigerten sich 258 von insgesamt 320 Matrosen des Ladebataillons, die gefährliche Arbeit fortzusetzen. Sie wollten auf den Rassismus in der Marine, ihre katastrophalen Arbeitsbedingungen und die Ungleichbehandlung von Schwarzen und Weißen bei der Marine aufmerksam machen. Der Fall landete vor dem Kriegsgericht. Es bestand aus sieben weißen Offizieren der Navy, einem Richter und sechs Geschworenen.
208 der 258 erklärten sich bereit, die Arbeit wieder aufzunehmen. Sie setzten ihren Dienst fort und bekamen bei der Entlassung ein negatives Dienstzeugnis. Die übrigen wurden als Port Chicago 50 bekannt. Sie wurden nicht der einfachen Befehlsverweigerung angeklagt, sondern der Meuterei mit der Absicht, das Kommando über ihre Einheit übernehmen zu wollen. Am Ende des Verfahrens wurden sie für schuldig befunden, unehrenhaft aus der Navy entlassen und zu Gefängnisstrafen zwischen 8 und 15 Jahren verurteilt. Es handelt sich um den einzigen Fall in der Geschichte der US Navy, in dem ein vollständiges Kriegsgerichtsverfahren wegen Meuterei durchgeführt wurde. Thurgood Marshall, damals Jurist für die National Association for the Advancement of Colored People und später Richter des US Supreme Court, nahm als Beobachter am Prozess teil und sprach sich öffentlich gegen das Vorgehen der Justiz der Marine aus. Schließlich erreichte er nach Kriegsende 1946 eine Strafaussetzung der 50 Matrosen.
Im Juni 1945 – noch vor Ende des Kriegs im Pazifik – begann die Navy damit, die Rassentrennung teilweise aufzuheben. Im Juli 1948 erließ Präsident Harry Truman eine Executive Order mit dem Ende jeglicher Rassentrennung in allen Einheiten der Streitkräfte. Die Proteste infolge der Prozesse um die Port-Chicago-Meuterei gelten als ein wichtiger Beitrag dazu.
Unter dem Eindruck der Bürgerrechtsbewegung begannen in den 1960er Jahren mehrfache Überprüfungen der Katastrophe, der Arbeitsbedingungen und des Prozesses. Die Untersuchungen ergaben, dass die Anklage ungerechtfertigt war. Die Handlungen der Matrosen waren höchstens als einfache Befehlsverweigerung einzustufen und das Strafmaß völlig überhöht. Eine Wiederaufnahme des Prozesses war aus formalen Gründen aber nicht mehr möglich. Infolge politischer Kampagnen begnadigte Präsident Bill Clinton 1999 den früheren Matrosen Freddie Meeks, einen von drei damals noch lebenden Verurteilten.

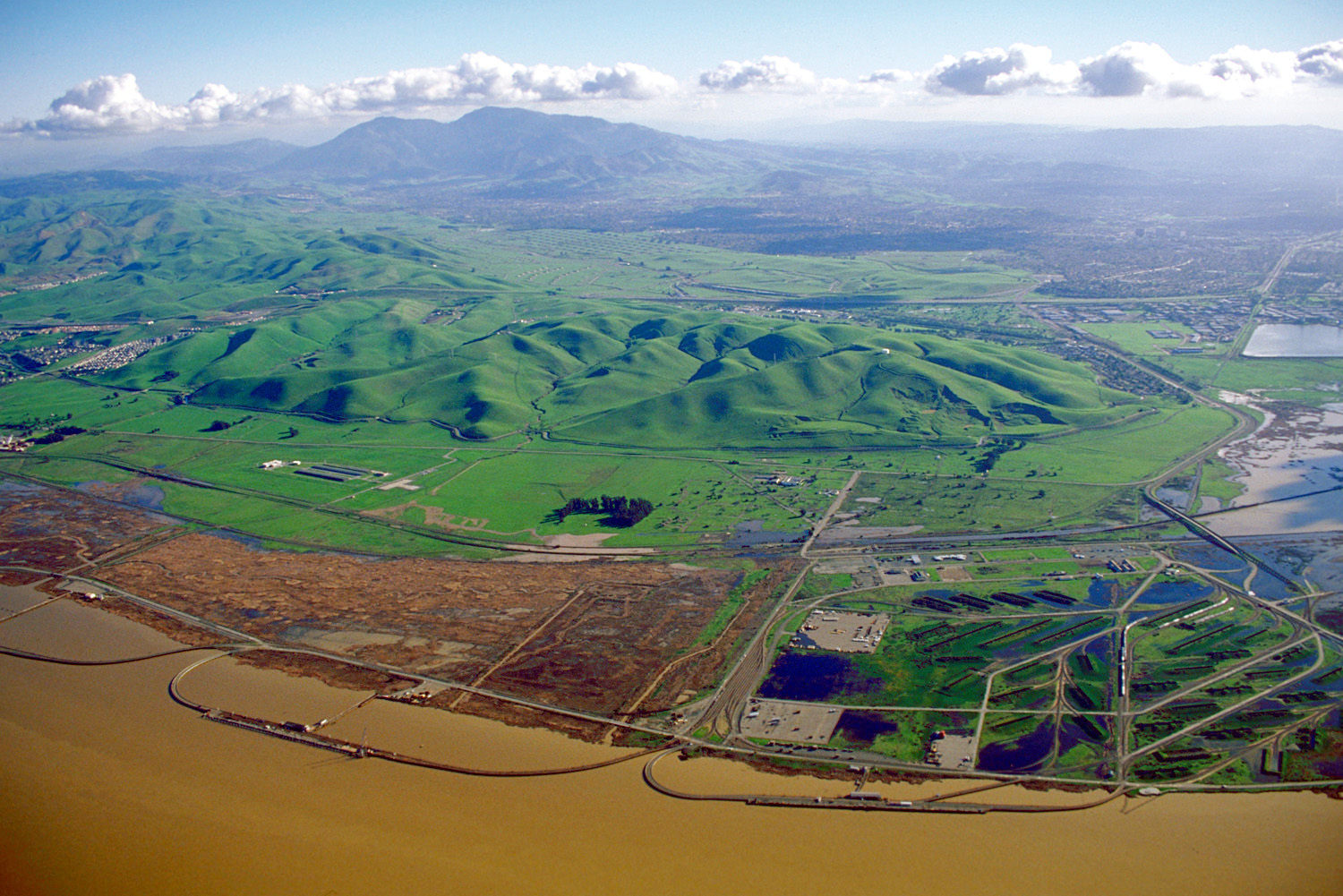
Military Ocean Terminal Concord heute. Die Explosion ereignete sich im Bereich rechts vorne.

## Port Chicago Naval Magazine National Memorial
Das National Memorial, das vom National Park Service verwaltet wird, wurde durch den Kongress der Vereinigten Staaten 1992 gewidmet. Wegen Sicherheitsbedenken gegen eine Gedenkstätte im Inneren einer aktiven Militäreinrichtung dauerte es bis 1994, bis die Gedenkstätte eingeweiht werden konnte. Sie befindet sich am Kai des Military Ocean Terminal Concord. Das Denkmal ist nur für amerikanische Staatsangehörige und Einwanderer mit dauerhafter Aufenthaltserlaubnis im Rahmen von voraus gebuchten Führungen und nach einer Sicherheitsüberprüfung zugänglich.
Am 28. Oktober 2009 wurde die Gedenkstätte zur offiziellen Einheit des National Park Services aufgewertet. Die Bürgerinitiative Port Chicago Committee engagiert sich für die Erweiterung der bestehenden Gedenkstätte auf etwa 1 km² des ehemaligen Hafengebietes von Port Chicago. Das Gelände der Gedenkstätte könnte ehemalige Anlagen der Eisenbahn und einige Güterwaggons aus den 1940er Jahren erhalten. Auch die benachbarte Kapelle der Basis, die Bleiglasfenster mit Bildern aus dem Zweiten Weltkrieg zeigt, wäre eine mögliche Ergänzung.

## Das Unglück in den Medien
- Die Geschichte der Port Chicago 50 wird in dem Film Mutiny – Meuterei in Port Chicago erzählt, der 1999 einen Emmy erhielt. Regisseur des Filmes ist Kevin Hooks.
- In der amerikanischen Serie JAG – Im Auftrag der Ehre wurde der Vorfall in Episode 154 Port Chicago ebenfalls thematisiert.